# Maaltijdbezorging

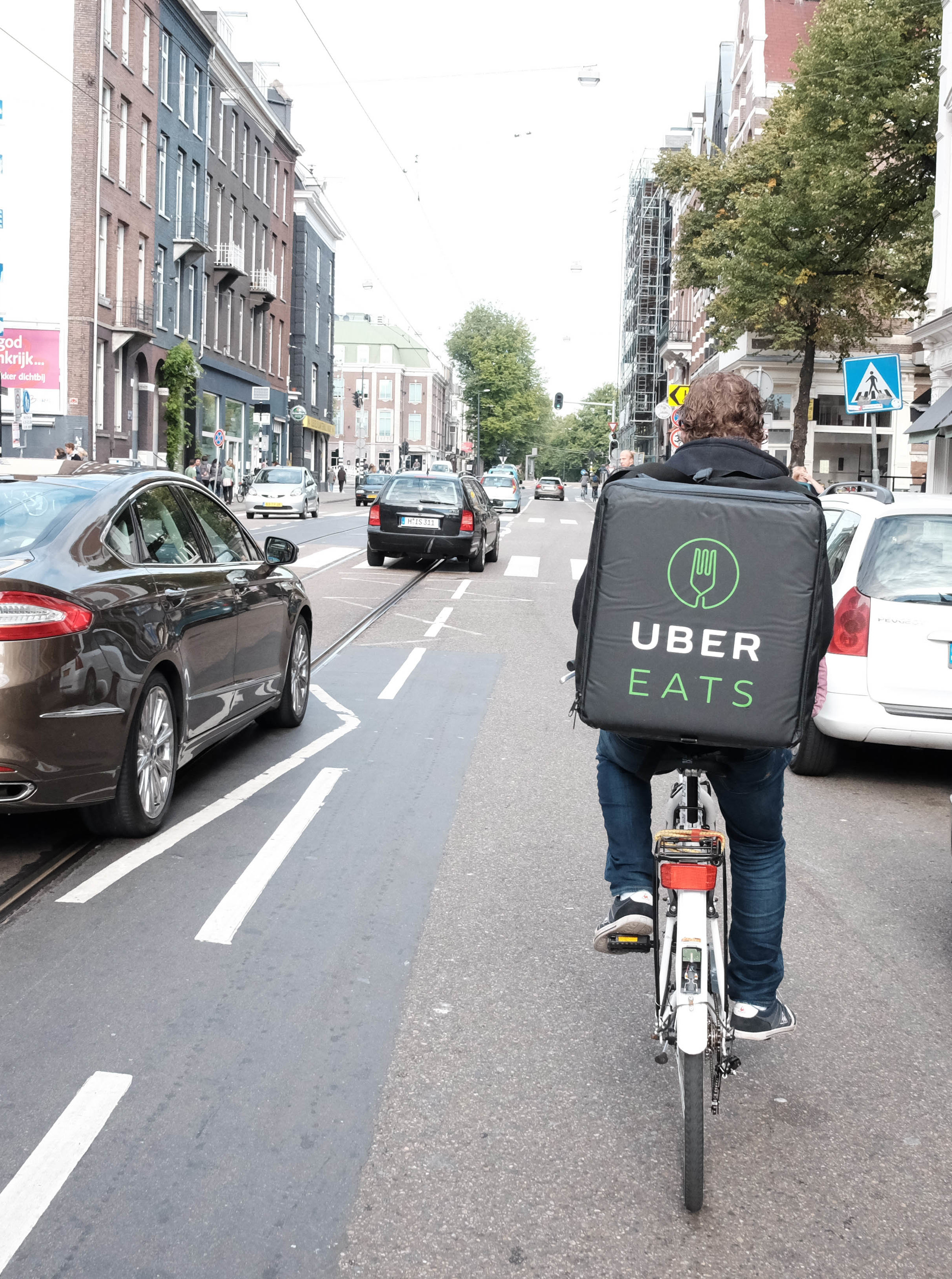
Fietskoerier met maaltijden

Maaltijdbezorging is het bezorgen van maaltijden, dranken en boodschappen, door een restaurant of bezorgdienst aan de klant thuis. Dit wordt veelal gedaan met gebruik van elektrische fietsen en scooters met een bezorgkoffer of een speciale rugtas om de maaltijd warm te houden.
Maaltijdbezorging werd mondjesmaat gedaan door afhaalrestaurants vanaf de jaren '50, maar won sterk aan populariteit in de jaren '90 met de komst van Domino's Pizza en rond de eeuwwisseling de eerste maaltijdbestelwebsites Pizzaweb en Pizzaonline in 1998 en Thuisbezorgd.nl in 2000. Toen veel mensen met de coronacrisis in 2020 en 2021 meer thuis moesten blijven nam maaltijdbezorging een vlucht. Naast het bezorgen van maaltijden van restaurants kwam in 2021 het concept flitsbezorging naar bijvoorbeeld Nederland, waarbij vooral boodschappen worden bezorgd.

## Geschiedenis van maaltijdbezorging in Nederland
De opkomst van Chinees-Indische restaurants in de jaren '50 van de twintigste eeuw maakte het concept van het afhaalrestaurant populair. Toen eind jaren '50 de welvaart in Nederland toenam groeide ook de populariteit van het afhalen van eten bij Chinees-Indische restaurants en later ook bij pizzarestaurants. Bezorging van maaltijden werd nog maar mondjesmaat gedaan. De groeiende populariteit van de televisie in de jaren '60 zorgde voor een toename in bezorgverzoeken, was maaltijdbezorging vaak een extra dienst voor klanten van (afhaal)restaurants of voor ouderen met beperkingen, maar niet iets dat als vaste dienst werd aangeboden waar consumenten met regelmaat op konden rekenen.
Maaltijdbezorging kwam van de grond in de jaren '90. Met de komst van Domino's Pizza werd het idee van maaltijdbezorging steeds populairder. Halverwege de jaren '90 had een groot deel van pizzeria voertuigen bromfiets waarmee pizza's bezorgd konden worden die telefonisch of via fax besteld werden. Dit luidde de komst van bestelwebsites als Pizzaweb en Pizzaonline in 1998 en Thuisbezorgd.nl in 2000 in.

### Tijdlijn
- Jaren '50: met de opkomst van Chinees-Indische afhaalrestaurants kwam mondjesmaat ook de eerste maaltijdbezorging op gang.
- 1989: Domino's Pizza opent haar eerste vestiging in Nederland en wakkert een groei in populariteit van maaltijdbezorging aan[2].
- 1998: Pizzaweb en Pizzaonline/Emeal zijn de eerste websites in Nederland waar maaltijden besteld kunnen worden[3].
- 2000: Thuisbezorgd.nl wordt opgericht en groeit binnen enkele jaren uit tot een van de bekendste maaltijdbezorgwebsites van Nederland.
- 2014: Domino's Pizza, De Beren, Spare Rib Express, Taco Mundo en New York Pizza richten de Nederlandse Vereniging Van Maaltijdbezorgers met als belangrijkste doelstelling gezamenlijke belangenbehartiging van de bedrijven werkzaam in de maaltijdbezorgbranche[4].
- 2015: de Britse maaltijdbezorgdienst Deliveroo breidt zijn diensten uit naar het buitenland, waaronder Berlijn, Dublin, Parijs en Amsterdam[5].
- 2016: de Amerikaanse maaltijdbezorgdienst Uber Eats breidt zijn diensten uit naar Nederland, te beginnen in Amsterdam[6]. Bezorgers van Uber zijn, net als de taxichauffers, niet in loondienst maar zelfstandigen.
- 2016: de Duitse maaltijdbezorgdienst Foodora breidt zijn diensten uit naar Nederland, te beginnen in Amsterdam, Den Haag en Utrecht.[7] In 2018 maakte Foodora bekend zijn acitviteiten in Nederland te stoppen.[8]
- 2017: Thuisbezorgd start de dochteronderneming Scoober, een restaurantbezorgdienst waarbij zij als platform bezorgers leveren aan de restaurants, in plaats van dat restaurants hun eigen bezorgers in dienst moet hebben.[9]
- 2017: Deliveroo kondigt aan niet meer met bezorgers in loondienst te zullen werken en in plaats daar van hun bezorgers als freelancers opdrachten aan te bieden[10].
- 2018: het FNV spant een rechtszaak aan tegen maaltijdbezorgdienst Deliveroo, omdat zij van mening zijn dat de bezorgers van Deliveroo schijnzelfstandigen zijn en in loondienst zouden moeten[11].
- 2020: als gevolg van de coronacrisis neemt de vraag naar maaltijdbezorging enorm toe.[12] Tijdens de verschillende lockdowns en de avondklok werd maaltijdbezorging gezien als cruciaal beroep en was zij veelal vrijgesteld van de algemene beperkingen die werden opgelegd.[13]
- 2020: vanaf 1 juli 2020 is de minimumleeftijd voor maaltijdbezorgers wettelijk vastgesteld op 16 jaar[14].
- 2020: in samenwerking met horecagroothandel Sligro lanceert Mr. Butler een maaltijdbezorgdienst in Venlo, Den Bosch, Helmond en Nijmegen.[15]
- 2021: vier Flits-bezorgdiensten breiden in korte tijd achter elkaar hun diensten uit naar Nederland en bieden bezorging van boodschappen aan met een korte bezorgtijd.[16]
- 2022: Kort achter elkaar gaan supermarktketen Jumbo een samenwerking aan met flitsbezorgdienst Gorillas[17] voor het bezorgen van boodschappen, en gaat Albert Heijn een samenwerking aan met maaltijdbezorgdiensten Thuisbezorgd en Deliveroo voor het bezorgen van boodschappen aan hun klanten[18].
- 2022: In april trekt Mr. Butler zich na bijna twee jaar terug uit Nijmegen. Later dit jaar zal de bezorgdienst zich ook terugtrekken uit Den Bosch en Helmond. In maart 2023 zullen zowel Mr. Butler als InVenlo, het oorspronkelijke bedrijf waaruit Mr. Butler is ontstaan, helemaal stoppen.[19]
- 2022: Na de aankondiging van een consultatieproces in augustus, trekt Deliveroo zich in november geheel terug uit de Nederlandse markt.[20][21] Bezorgers van Deliveroo zetten met Bestellenbij.nl in september een coöperatieve maaltijdbezorgdienst op.[22][23]